# Santo Antônio do Planalto
Santo Antônio do Planalto là một đô thị thuộc bang Rio Grande do Sul, Brasil. Đô thị này có diện tích 206,507 km², dân số năm 2007 là 2029 người, mật độ 9,83 người/km².